# Pluto resquilleur
Pour plus de détails, voir Fiche technique et Distribution.
Pluto resquilleur (Pantry Pirate) est un court-métrage d'animation américain des studios Disney avec Pluto, sorti le 27 décembre 1940.

## Synopsis
Pluto a été attaché dans le jardin par la maîtresse de maison afin qu’elle aite la paix pendant qu’elle prépare le rôti. Bien entendu, le fumet alléchant de celui-ci vient à la truffe de Pluto, qui ne perd pas une seconde pour se libérer et tenter de croquer en douce le rôti. Malheureusement pour lui une série de difficultés vient compliquer sa mission…

## Fiche technique
- Titre original : Pantry Pirate
- Titre français : Pluto resquilleur
- Série : Pluto
- Réalisation : Clyde Geronimi assisté de Don A. Duckwall
- Scénario : Earl Hurd
- Animation : Ed Love
- Production : Walt Disney
- Société de production : Walt Disney Productions
- Sociétés de distribution : Buena Vista Distribution et RKO Radio Pictures
- Format : Couleur (Technicolor) - 1,37:1 - Son mono (RCA Photophone)
- Durée : 9 min
- Langue :  Anglais
- Pays de production :  États-Unis
- Date de sortie : 
  - États-Unis : 27 décembre 1940[1]

## Voix originales
- Lee Millar : Pluto
- Lillian Randolph : Mammy Two Shoes

## Voix françaises
Ce court-métrage a connu au moins deux doublages différents (l'un sur "Salut Pluto" et l'autre dans l'intégrale "Les Trésors"). Dans le premier, la maîtresse de Pluto a un accent très stéréotypé (ce qui colle toutefois bien au design...), ce qui n'est pas le cas dans le deuxième.

## Commentaires
Ce film a longtemps fait partie des dessins animés censurés (banned cartoons) en raison du personnage de la « mammy » noire, récurrent dans de nombreux dessins animés des années 1930-1940. Jugé comme portant atteinte à la dignité des afro-américains par certaines associations en raison de l'apparence caricaturale et stéréotypée qu'il en donnait, ces films ont été interdits de diffusion (quand ils ne pouvaient être amputés des scènes incriminées) à partir des années 1960. Ce fut le cas de nombreux Tex Avery mais aussi du long-métrage des studios Disney Mélodie du Sud (1946), toujours indisponible en DVD à ce jour. Pluto resquilleur est à nouveau visible dans la compilation DVD Les Trésors de Walt Disney : Pluto, l'intégrale (1931-1947).
Ca se rappelle[Quoi ?] dans la saga Tom et Jerry.